# Ilaria Occhini
Ilaria Occhini (Firenze, 28 marzo 1934 – Roma, 20 luglio 2019) è stata un'attrice italiana.

## Biografia

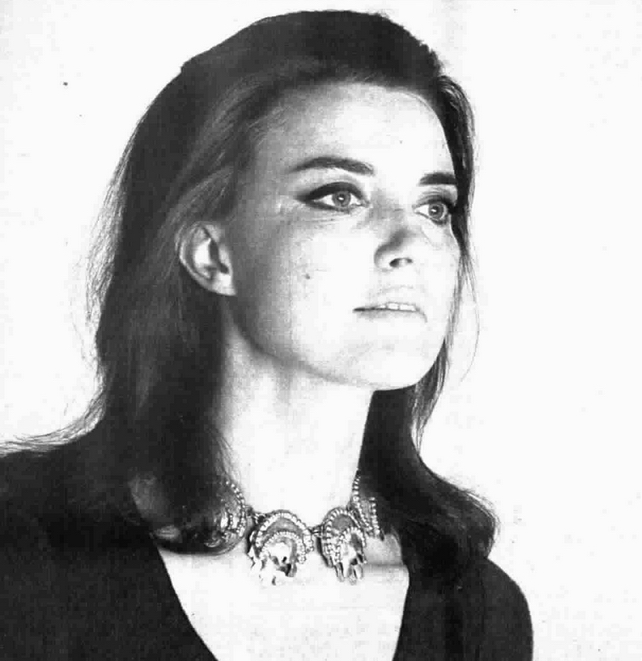
Ilaria Occhini nel 1972

Figlia dello scrittore Barna Occhini, nipote abiatica per parte materna di Giovanni Papini (che la descrisse bambina nel racconto breve La mia Ilaria) e per parte paterna del senatore del Regno d'Italia Pier Ludovico Occhini, debuttò nel cinema a diciannove anni in Terza liceo (1954) di Luciano Emmer, con lo pseudonimo di Isabella Redi, per poi diplomarsi all'Accademia nazionale d'arte drammatica a Roma.
Si affermò presto in televisione, diretta da Anton Giulio Majano negli sceneggiati L'Alfiere (1956) e Jane Eyre, (1957), ed esordì nel teatro, nel 1957, in L'impresario delle Smirne di Carlo Goldoni, per la regia di Luchino Visconti, che la diresse anche in Uno sguardo dal ponte (1958) e Figli d'arte (1959). Lavorò in seguito anche con Orazio Costa e Giuseppe Patroni Griffi.
Sin dal 1954 la Occhini recitò anche in numerosi film di vario genere, ma raramente in parti da protagonista, come Il mantenuto (1961) di e con Ugo Tognazzi, il primo episodio de I complessi (1965) di Dino Risi, nel ruolo di Gabriella, e Un uomo a metà (1966) di Vittorio De Seta.
Ha avuto ruoli particolarmente significativi negli sceneggiati televisivi: Puccini, del 1973, e L'Andreana, del 1982. La Occhini partecipò, inoltre, con Sergio Fantoni e Nicoletta Elmi, nel 1971 e 1972, agli sketch della rivista pubblicitaria televisiva Carosello pubblicizzando la carne in scatola Simmenthal.
Dopo vari anni di lontananza dai grandi schermi riapparve con diverse caratterizzazioni, tra cui una delle più riuscite fu nella commedia di Alessandro Benvenuti (1990) Benvenuti in casa Gori, che le valse, nel 1992, il Nastro d'argento alla migliore attrice non protagonista.
Tra il 2005 e il 2013 riconquistò l'attenzione del pubblico televisivo con il ruolo della madre della protagonista nelle prime cinque stagioni della fiction di Rai 1 Provaci ancora prof!. Nel 2008 partecipò al film Mar Nero di Federico Bondi, che le valse la candidatura ai David di Donatello e la vittoria del Pardo per la miglior interpretazione femminile al Festival internazionale del film di Locarno. Nel 2010 vinse il David di Donatello per la migliore attrice non protagonista con Mine vaganti di Ferzan Özpetek, oltre ad ottenere il Nastro d'argento alla carriera, e nel 2011 il "premio Alida Valli" del [[Bari International Film Festival#I premi del 2011[20]|Bari International Film Festival]], sempre con il film Mine vaganti. 
L'ultimo film a cui prese parte fu Una famiglia perfetta di Paolo Genovese, del 2012.
Svolse politica attiva, inizialmente al seguito di Marco Pannella e dei Radicali dagli anni ottanta (due le candidature: una alle politiche del 1987 e una alle europee del 2004 con Emma Bonino); nel 2008 aderì invece alla lista Pro Life di Giuliano Ferrara, accettando la proposta di presentarsi nel collegio del Lazio.
Nel 2016 pubblicò, per Rizzoli, l'autobiografia La bellezza quotidiana. Una vita senza trucco. 
Morì a Roma il 20 luglio 2019 all'età di 85 anni. Dopo tre giorni fu allestita al Teatro Argentina di Roma la camera ardente e, nel pomeriggio, si svolsero i funerali nella basilica di Santa Maria in Montesanto, in piazza del Popolo, nota anche come la Chiesa degli artisti. È sepolta nella tomba di famiglia, con il marito, nel cimitero acattolico di Capri.

## Vita privata
Dal 1966 fino alla morte fu sposata con lo scrittore Raffaele La Capria. Ripristinò i vigneti della fattoria di famiglia, una dimora cinquecentesca a Castiglion Fibocchi, sulle colline attorno ad Arezzo, occupandosene personalmente con la figlia Alexandra La Capria e i nipoti. 

## Filmografia

### Cinema
- Terza liceo, regia di Luciano Emmer (1954)
- Il medico e lo stregone, regia di Mario Monicelli (1957)
- Sigfrido, regia di Giacomo Gentilomo (1957)
- Pia de' Tolomei, regia di Sergio Grieco (1958)
- Cartagine in fiamme, regia di Carmine Gallone (1960)
- Il mantenuto, regia di Ugo Tognazzi (1961)
- Il tiranno di Siracusa, regia di Curtis Bernhardt (1962)
- I promessi sposi, regia di Mario Maffei (1964)
- I complessi, regia di Dino Risi, episodio Una giornata decisiva (1965)
- Gli uomini dal passo pesante, regia di Albert Band e Mario Sequi (1965)
- L'uomo che ride, regia di Sergio Corbucci (1966)
- Pattuglia anti gang (Brigade antigangs), regia di Bernard Borderie (1966)
- Un uomo a metà, regia di Vittorio De Seta (1966)
- La divorziata, regia di Serge Korber (1972)
- Due contro la città, regia di José Giovanni (1973)
- Benvenuti in casa Gori, regia di Alessandro Benvenuti (1990)
- Pizza Colonia, regia di Klaus Emmerich (1991)
- Ritorno a casa Gori, regia di Alessandro Benvenuti (1996)
- La Venere di Willendorf, regia di Elisabetta Lodoli (1997)
- Boom, regia di Andrea Zaccariello (1999)
- Domani, regia di Francesca Archibugi (2001)
- Mar nero, regia di Federico Bondi (2008)
- Mine vaganti, regia di Ferzan Özpetek (2010)
- Tutti al mare, regia di Matteo Cerami (2011)
- Una famiglia perfetta, regia di Paolo Genovese (2012)

### Televisione

Elena Da Venezia e Ilaria Occhini nella miniserie Graziella (1961) di Mario Ferrero

Ilaria Occhini nella commedia televisiva Rai Il guardiano (1963)

- L'Alfiere, regia di Anton Giulio Majano – miniserie TV (1956)
- Jane Eyre, regia di Anton Giulio Majano – miniserie TV (1957)
- Il serpente a sonagli – film TV (1958)
- Il vicario di Wakefield – serie TV, 4 episodi (1959)
- Graziella, regia di Mario Ferrero – miniserie TV (1961)
- Prima di cena – film TV (1963)
- Delitto e castigo, regia di Anton Giulio Majano – miniserie TV (1963)
- La fiera della vanità, regia di Anton Giulio Majano – miniserie TV (1967)
- Ricorda con rabbia, regia di Mario Missiroli – film TV (1969)
- Il gabbiano – film TV (1969)
- Una pistola in vendita – miniserie TV (1970)
- Un uomo senza volto – film TV (1971)
- Puccini, regia di Sandro Bolchi – miniserie TV (1973)
- Ritorno, regia di Gianni Amico – film TV (1973)
- Un attimo, meno ancora – film TV (1973)
- Adelchi – film TV (1974)
- Il commissario De Vincenzi – serie TV, episodio 2x03 (1977)
- Diario di un giudice – miniserie TV (1978)
- Il mercante di Venezia – film TV (1979)
- Il '90 – miniserie TV (1979)
- Ipazia – film TV (1981)
- L'andreana – miniserie TV (1982)
- Piange al mattino il figlio del cuculo – film TV (1989)
- Piazza di Spagna – serie TV (1992)
- Contro ogni volontà, regia di Pino Passalacqua – miniserie TV (1992)
- Quer pasticciaccio brutto de via Merulana – film TV (1996)
- Don Milani - Il priore di Barbiana, regia di Andrea e Antonio Frazzi – miniserie TV (1997)
- Meglio tardi che mai, regia di Luca Manfredi – film TV (1999)
- Don Matteo – serie TV, episodio 1x14 (2000)
- Edda Ciano e il comunista, regia di Graziano Diana – film TV (2011)
- La ragazza americana, regia di Vittorio Sindoni – miniserie TV (2011)
- Provaci ancora prof! – serie TV, 29 episodi (2005-2013)

## Teatro
- L'impresario delle Smirne di Carlo Goldoni, regia di Luchino Visconti. Teatro La Fenice di Venezia (1957)
- Chirurgia estetica di Vincenzo Tieri, regia di Guglielmo Morandi (1958)
- Uno sguardo dal ponte di Arthur Miller, regia di Luchino Visconti (1958)
- Figli d'arte di Diego Fabbri, regia di Luchino Visconti (1959)
- Picnic di William Inge, regia di Mario Ferrero. Teatro Mercadante di Napoli, 11 febbraio 1960.
- Un marziano a Roma di Ennio Flaiano, con Vittorio Gassman (1960)
- Francesca da Rimini di Gabriele D'Annunzio, regia di Orazio Costa. Stadio Adriatico di Pescara, 21 agosto 1960.
- Edipo re di Sofocle, regia di Vittorio Gassman. Prima al Teatro Alfieri di Torino, 28 dicembre 1960.
- Castello in Svezia di Françoise Sagan, regia di Luciano Mondolfo (1961-1962)
- La buona moglie di Carlo Goldoni, regia di Luca Ronconi (1963)
- Ciao Rudy, regia di Garinei e Giovannini (1965)
- Il pellicano di August Strindberg, regia di Mario Missiroli (1966)
- Il gabbiano di Anton Čechov, regia di Fantasio Piccoli (1969)
- Misura per misura, regia di Luigi Squarzina (1972)
- Le tre sorelle di Anton Čechov, regia di Orazio Costa (1974)
- Le rose del lago di Franco Brusati (1974)
- Le allegre comari di Windsor di William Shakespeare, regia di Orazio Costa. Teatro romano di Verona, 30 luglio 1976.
- Il ventaglio di Carlo Goldoni, regia di Luigi Squarzina. Teatro Argentina di Roma, 25 ottobre 1979.
- Tradimenti di Harold Pinter, regia di Giuseppe Patroni Griffi (1982)
- La cosa reale di Tom Stoppard, regia di Lorenzo Salveti (1984)
- Sei personaggi in cerca d'autore di Luigi Pirandello, regia di Giuseppe Patroni Griffi (1988)
- Questa sera si recita a soggetto, regia di Giuseppe Patroni Griffi (1988)
- Ciascuno a suo modo, regia di Giuseppe Patroni Griffi (1989)
- La moglie saggia di Carlo Goldoni, regia di Giuseppe Patroni Griffi (1992)
- Una notte a Sorrento di Ivan Turgenev, regia di Piero Maccarinelli (1996)
- Quer pasticciaccio brutto de via Merulana di Carlo Emilio Gadda, regia di Luca Ronconi (1996)
- Osceno vaudeville di Ugo Chiti. Teatro Flaiano di Roma (1999)
- Alcesti di Samuele di Alberto Savinio, regia di Luca Ronconi (1999)
- Spettri di Henrik Ibsen, regia di Massimo Castri (2005)

## Riconoscimenti
- David di Donatello
  - 2009 – Candidatura alla migliore attrice protagonista per Mar nero
  - 2010 – Migliore attrice non protagonista per Mine vaganti

- Nastro d'argento
  - 1992 – Migliore attrice non protagonista per il film Benvenuti in casa Gori
  - 2010 – Nastro d'argento speciale alla carriera

- Premio Eleonora Duse
  - 2005 – Premio alla migliore attrice

- Premio Gassman
  - 2005 – Premio alla migliore attrice

- Festival di Locarno
  - 2008 – Pardo d'oro per la migliore interpretazione femminile per Mar nero

- Bari International Film Festival
  - 2011 – Premio Alida Valli per Mine vaganti[7][8]

- Premio Minerva
  - 1994 – Premio Minerva sezione Arte

## Opere
- La bellezza quotidiana. Una vita senza trucco, Rizzoli, 2016, ISBN 9788817087018.

## Doppiatrici italiane
- Luisella Visconti in Il medico e lo stregone
- Fiorella Betti in Sigfrido
- Maria Pia Di Meo in Gli uomini dal passo pesante
- Melina Martello in L'uomo che ride
- Marzia Ubaldi in Due contro la città